# سیریل نیووال
سیریل نیووال (انگلیسی: Cyril Newall, 1st Baron Newall؛ ۱۵ فوریه ۱۸۸۶ – ۳۰ نوامبر ۱۹۶۳) نظامی و سیاست‌مدار اهل بریتانیا بود. وی همچنین برندهٔ جوایزی همچون لژیون دونور (افسر) شده‌است.